# Там вдали, за рекой (фильм)
«Там вдали, за рекой» — советский цветной художественный фильм, снятый в 1975 году на киностудии имени А. Довженко. Дебютный фильм режиссёра Михаила Ильенко.
Экранизация повести В. Дроздова и Ю. Капусто «Война на хуторах, или Юность Феди Панько».

## Сюжет
Фильм о событиях 1920-х годов, происходивших на территории Украины. В одном из сёл зверствует банда врагов Советской власти. Вернувшийся домой израненный 15-летний красноармеец Федя Панько решает обезвредить врага, который действует не только на поле битвы.
Кинокритик Виктор Туровский в журнале «Спутник кинозрителя» (октябрь 1976 года):

Этот фильм возвращает нас к трудной, полной тревог и опасностей романтике первых лет Советской власти. Одновременно с прекрасной, окрыляющей идеей всемирного братства и равенства врывается в жизнь во всей своей жестокости — война. За идею, пусть самую светлую, приходится драться, приходится погибать, когда тебе ещё, быть может, нет и семнадцати. Герои картины — люди совсем молодые, но они уже познали и «грамматику боя», и «язык батарей», познали ярость борьбы, именуемой классовой. Ивану Сахно, командиру войскового отделения ЧОНа — двадцать лет, его приёмному сыну, которого он нашел не в капусте, как водится, а в паровозной канаве — восемь, Фёдору Панько, получившему тяжелые ранения в борьбе за будущую счастливую жизнь — семнадцать, но кому же, как не собственной матери, знать, что на самом деле её Федьке нет даже и пятнадцати? Но идея — та самая, красивая и манящая — звала за собой честных людей, независимо от того, семнадцать им лет или семьдесят. В конце концов не возраст героев сообщает фильму одно из главных его качеств — молодость.
«Там вдали, за рекой…» — дебют молодого режиссёра Михаила Ильенко, взявшегося за тему, известную ему ещё со времён актёрской юности: тему борьбы за революцию. В своем первом фильме Михаил Ильенко предлагает близкий ему лично поворот этой темы, используя краски трагичные и вместе с тем светлые: дети и война, дети и смерть, дети-солдаты.

В сценарии Евгения Митько, который привлёк режиссёра-дебютанта, много острых сюжетных ходов, которые роднят эту ленту с так любимым многими приключенческим жанром, есть в нём и горьковатый земной юмор (ведь на войне как на войне), но из фильма явствует и еще одно немаловажное обстоятельство, которое, увы, не всегда приложимо к дебютам: в наш кинематограф пришел ещё один художник — нестандартно мыслящий, со своей темой, со своим взглядом на жизнь.

## В ролях
- Владимир Шпудейко — Фёдор Панько
- Серёжа Корниенко — Стёпа, сын командира Сахно
- Ирина Шевчук — Нина Поречная, библиотекарь клуба коммунаров
- Владимир Иванов — Иван Ефимович Сахно, командир красного волостного отряда по борьбе с бандитизмом
- Юрий Мажуга — Егор Карпович Тараканов, атаман банды, бывший конюх
- Владимир Шакало — Вася Дударь, коммунар
- Светлана Родина — Галя Черешня
- Владимир Алексеенко— Захар Черешня
- Лилия Гурова — мать Феди
- Борис Болдыревский — отец Феди, сознательный пролетарий, шахтёр
- Андрей Подубинский — Семён Семечкин, председатель уездного ЧК
- Юрий Дубровин — Никитич, коммунар
- Светлана Кондратова — Никитична, коммунарка
- Сергей Свечников — Стригунцов, коммунар

## Съёмочная группа
- Сценарист: Евгений Митько
- Режиссёр: Михаил Ильенко
- Оператор-постановщик:Вадим Ильенко
- Композитор: Вадим Ильин

## Награды
- Приз Госкино Украинской ССР за лучшую режиссуру Михаилу Ильенко (1976, Всесоюзный кинофестиваль «Молодость» в Киеве).